# Юсуфбеков Худоер Юсуфбекович
Худоер Юсуфбекович Юсуфбеков (тадж. Худоёр Юсуфбекович Юсуфбеков, 10 грудня 1928 кишлак Піш, Дарморахт, АОГБ, Таджицька АССР — 27 листопада 1990, Душанбе, Таджицький РСР, СРСР) — радянський учений, організатор науки на Памірі, видатний фахівець в галузі рослинництва, освоєння аридних гірських і високогірних територій, лугознавства, фітомеліорації, інтродукції рослин і пасовищного господарства, ботаніки, польовий дослідник-практик, педагог вищої школи, професор.
Розробив диференційовану по еколого-географічних районах і висотним поясам систему поліпшення кормових угідь Паміру і Алайської долини (1968), впровадив систему аридного кормовиробництва, запропонував методи обробітку корисних рослин в умовах Паміру (1972), розробив генеральний план реконструкції Памірського ботанічного саду (1970—1975), член-кореспондент АН Таджицької РСР (1968), доктор сільськогосподарських наук (1969), дійсний член — академік АН Таджицької РСР (1976), громадський і державний діяч, голова Ради по координації наукової діяльності Відділення біологічних наук АН Таджицької РСР і член Координаційної ради Відділення загальної біології АН СРСР (1987—1990.

## Біографія

### Дитинство і початок наукової діяльності
Худоер Юсуфбекович Юсуфбеков народився 10 грудня 1928 року в кишлаку Піш, Дарморахт, АОГБ, Таджицька АССР у сім'ї колгоспника-садівника. У 10 років втратив матір Заріфамо Шабдолову (1902—1939). Після закінчення семирічної школи в 1945—1946 роках працював в колгоспі і на будівництві автодороги. У 1949 році в Хорозі закінчив середню школу ім. Кірова. У вересні 1949 року вступив в Таджицький сільськогосподарський інститут, який закінчив в 1954 році отримавши кваліфікацію агронома. У студентські роки він виявив схильність до наукової роботи, активно беручи участь в роботі студентського наукового товариства агрономічного факультету.
Свою наукову діяльність X. Ю. Юсуфбеков почав в 1954 році в Памірському ботанічному саду, під керівництвом А. В. Гурського вів дослідження по закріпленню і освоєнню піщаних і галькових масивів в Ішкашимському районі, а також роботу з розвитку колекційних і виробничих розплідників Памірського ботанічного саду. У 1956 році X. Ю. Юсуфбеков заклав перші досліди по залуженню пустельних пасовищ на Західному Памірі.

### Інститут ботаніки АН Таджицької РСР
У 1957 році він вступив до очної аспірантури при Інституті ботаніки АН Таджицької РСР в м. Душанбе, де під керівництвом професора І. А. Цаценкіна (Москва, Всесоюзний інститут кормів ім. В. Р. Вільямса) продовжив дослідження по залуження пустельних гірських схилів Західного Паміру. Після закінчення аспірантури X. Ю. Юсуфбеков продовжує працювати в тому ж інституті молодшим науковим співробітником. Тут, поряд з дослідженнями на Памірі, він заклав перші досліди по поліпшенню пасовищ Центрального Таджикистану (Рангонтау, Кондар).
У ці роки їм були сформульовані і експериментально доведені методи створення високопродуктивних кормових угідь шляхом різного режиму поливу підсіву трав без порушення природної рослинності. Результати цих досліджень, впроваджені в колгоспне виробництво Шугнанського і Ішкашимського районів ГБАО на великих площах, стали основою кандидатської дисертації, захищеної їм в 1961 році.

### Памірська біологічна станція Чечекти поблизу Мургаба— Східний Памір
Директор Памірської біологічної станції АН Таджицької РСР У 1936 році САГУ організував в урочищі Чечекти (альтитуда 3860 м.) в районі річки Ак-Байтала, поблизу Мургаба, на Східному Памірі, памірські біологічну станцію — перша в світі високогірна біолого-сільськогосподарська наукова установа, місця розташування Чечекти — висота 3860 м. Над рівнем моря поблизу Мургаба — Східний Памір, тут під його керівництвом на Памірської біостанції в 1964 році створено три лабораторії:
- фізіології і біохімії рослин;
- інтродукції рослин;
- експериментальної геоботаніки.

Науково-дослідницька діяльність біостанції (початок прояв науково-організаторських здібностей X. Ю. Юсуфбекова) набувала комплексний характер, де поряд з проблемами екологічної фізіології і біохімії рослин, початок яким було покладено професором Заленським, подальший розвиток отримали дослідження з експериментальної геоботаніки, фітомеліорації, вивчення ґрунтів, мікроорганізмів, кліматології, а також питання рослинницької освоєння Східного Паміру (1962—1969), одночасно голова бюро Памірської бази и АН Таджицької РСР (1965—1969).
За роки його роботи значно зросла чисельність співробітників і обсяг науково-дослідних робіт, що зробило позитивний вплив на діяльність біостанції. Славні традиції біостанції, закладені Павлом Барановим, Іларією Райковою. Дореволюційний період досліджень природи Паміру пов'язаний з іменами зоологів Олексієм Федченком і Миколою Сєверцовим, геологів Івана Мушкетова і Дмитра Іванова, ботаніків Олиги Федченко, Арнольда Регеля, Сергія Коржинського, Миколи Вавилова і ін. Це були розрізнені експедиції ентузіастів-одинаків, за радянський же час вони змінилися планомірними дослідженнями. Для вивчення біологічних ресурсів Паміру і його освоєння в 1934 році під керівництвом Баранова і Райковоъ були створені перші науково-дослідні станції, Заленським і Станюковичем знайшли гідне продовження в діяльності Юсуфбекова:
«У 1955 році почав свої роботи з фітомеліорації пасовищ Західного Паміру Х. Ю. Юсуфбеков, пізніше він охопив вивченням багато районів Східного Паміру і пасовища в Алайській долині (міжгірна западина в межах Паміро-Алайської гірської системи в Киргизстані). Він став гідним приймачем справи, розпочатої Райковою».— Донцова З. Н. Илария Алексеевна Райкова, 1896-1981 : [ботаник] / [АН СРСР]. — Л.: Наука. 1988. — С. 91. — 134 с.— ISBN 5-02-026593-4.

В період роботи на Памірській біостанції X. Ю. Юсуфбеков зміцнив матеріально-технічну базу біологічної станції вантажними автомашинами, лабораторним обладнанням, хімреактивами з метою поліпшення умов експедиційного дослідження Паміру і продовжував удосконалювати методи поліпшення пустельних і степових пасовищ Паміро-Алаю, вивчаючи структуру рослинності, топо-екологічні умови високогірних пасовищ в широкому географічному і висотному діапазоні. У результаті він розробив диференційовану по еколого-географічним районам і висотним поясам систему поліпшення кормових угідь Паміру і Алайської долини і виклав отримані дані у вигляді монографії, що вийшла в світ у 1968 році: 
«Експерименти, проведені в широкому висотному (2000—4100 м над р. м.) і географічному (Західний і Східний Памір, Алайська долина) діапазоні. Дослідження по випробуванню різних методів поліпшення кормових угідь супроводжувалися фітоценологічними, біохімічними, загальнобіологічними спостереженнями.

Х. Юсуфбековим розроблена система ведення лугопасовищного господарства Паміру і Алайської долини, що дозволяє підвищити збір кормів з природних кормових угідь в кілька, іноді в десятки разів. Розкриті резерви виробництва кормів та намічені шляхи і прийоми їх використання в цілях зміцнення кормової бази тваринництва Горно-Бадахшанської автономної області».— Мансуров X. Х., Максумов А. Н., Каримов Х. Х. ПАМЯТИ УЧЕНОГО = ПАМ'ЯТІ ВЧЕНОГО // Изв. АН Республіки Таджикистан. Отд-ня біол. наук. — Душанбе, 1992. — № 2 (126). — С. 63—64.
У 1968 році X. Ю. Юсуфбеков обраний членом-кореспондентом АН Таджицької РСР.
У 1969 році монографія «Поліпшення пасовищ і сінокосів Паміру і Алайської долини» була представлена дисертацією (Москва, Всесоюзний інститут кормів ім. В. Р. Вільямса), яку X. Ю. Юсуфбеков успішно захистив і отримав вчений ступінь доктора сільськогосподарських наук:
«Підсумком цих досліджень стала монографія Х. Ю. Юсуфбекова „Поліпшення пасовищ і сінокосів Паміру і Алайськой долини“, яка була високо оцінена вченими (як докторська дисертація, що була блискуче захищена автором) і практиками. Був знайдений диференційований, економічний і ефективний підхід до вирішення проблеми зимових кормів в умовах посушливого високогір'я. І сухість клімату, і складний рельєф, і бідність ґрунтів були подолані».— О. Е. Агаханянц
.

### Памірський біологічний інститут
З розширенням і поглибленням досліджень на Памірській біологічній станції, зростанням наукових кадрів, для координації всіх досліджень з проблем аридного високогір'я, з урахуванням унікальних умов Паміру X. Ю. Юсуфбеков прийшов до висновку про необхідність організації біологічного інституту на Памірі. У 1969 році Х. Ю. Юсуфбеков об'єднав всі біологічні наукові установи Паміру — Памірська біологічна станція на Східному Памірі (3860 м над рівнем моря), Памірський ботанічний сад біля міста Хорог (2320 м над р. м.) і опорний пункт в Ішкашимі (2600 м над р. м.) в Памірський біологічний інститут, де він став першим директором (1969—1981). В даний час Памірський біологічний інститут носить ім'я свого засновника і практично творця (1992). У жовтні 1968 року президент АН СРСР Келдиш Мстислав Всеволодович прибув на Памір і відвідав Памірський ботанічний сад. Його супроводжували голова Ради Міністрів Таджицької РСР Абдулахад Кахаров, президент АН Таджицької РСР Мухамед Асімов і Перший секретар Гірничо-Бадахшанську обласного комітету КП Таджикистану Мойоншо Назаршоєв. Х. Ю. Юсуфбеков докладно виклав високим гостям історію вивчення Паміру, розповів про природні ресурси, про проблеми, що потребують свого вирішення в області біології, сільського господарства і в підсумку, обґрунтувавши питання про необхідність створення біологічного інституту на Памірі, попросив підтримки Президента АН СРСР Келдиша в розгляді та вирішенні цього питання в Москві. Незабаром президент АН Таджицької РСР Асімов і Юсуфбеков були запрошені в Москву для участі в обговоренні питання про створення біологічного інституту. На спільному засіданні Президії АН СРСР і ДКНТ СРСР питання було вирішене позитивно..
На посаді директора інституту розкрилися його науково-організаторські здібності. Поряд з науковою роботою він вів і велику організаційну діяльність. Їм була визначена структура підрозділів інституту. Поряд з традиційними напрямками досліджень їм були розпочаті наукові роботи з зоології, генетики та селекції рослин, охорони природи.
У 1970—1975 роках Юсуфбеков розробив схему генерального плану розвитку Памірського ботанічного саду ім. А. В. Гурського. Для розвитку наукової бази, розширення ділянок ботанічного саду і заповідання типових біологічних об'єктів було отримано понад 600 га земельних угідь в околицях ботанічного саду. Крім того, до території саду приєднано 19 га поливних земель, на базі яких організовані експериментальні ділянки підрозділів інституту. За роки здійснення безпосереднього науково-організаторського керівництва X. Ю. Юсуфбекова тематикою досліджень Памірського ботанічного саду і лабораторії високогірного плодівництва — Альтітуда 2700—3500 м (з 1965 року), в 7 разів збільшилася площа колекційних рослин світової флори. Колекції рослин в саду розташовані по ботаніко-географічним принципом, зрошувана територія розбита на 5 флористичних відділів: Середньої Азії і Східної Азії, Європи і Кавказу, Північної Америки, Гімалаїв і Гіндукушу. Всередині відділів рослини розміщуються родовими комплексами з урахуванням екологічних особливостей видів. У відповідності із специфікою досліджень в саду були сформовані 3 групи: дендрології, кормових і лікарських рослин, квітникарства. Головним завданням Памірського ботанічного саду була інтродукція рослин, проводився обмін насінням високогірної флори і посадковим матеріалом зі 112 садами всередині країни — СРСР і 118 садами з 39 ботанічних центрів Європи — НДР, ФРН, Норвегії, Данії, Голландії, ЧССР, Північної Америки — Канади, США та ін. держави світу. У 1972 році побудована насосна станція, завдяки якій води р. Шахдарой підняті на висоту 180 м. Це дало можливість розширити зрошувані території з 22 до 118 га (на висоті 2140—2360 м) ботанічного саду більш ніж в 5 разів. Площа чотирьох флористичних відділів збільшилася в 2 — 4 рази. Побудовано дорожні і зрошувальні системи всередині саду, лабораторні та житлові корпуси інституту.
Юсуфбеков велику увагу приділяв вивченню генофонду місцевих плодових рослин. З великого числа виявлених форм в саду були відібрані 16 перспективних місцевих форм абрикосів, переважаючих інтродуковані сорти за врожайністю та якістю. Починаючи з 1974 року частина досліджень плодівників переніс на територію Дарвоза, де на схилах гір зустрічаються дикорослі інжир, гранат, виноград, хурма, мигдаль і інші плодові. Там був організований опорний пункт по інтродукції та акліматизації субтропічних і цитрусових рослин на площі 8 га. Розпочаті в 1975 році під його керівництвом досліди по інтродукції цитрусових та інших субтропічних культур на Дарвозі довели перспективність розвитку цитрусоводства в Калайхумбському районі ГБАО. У радгоспі ім. Ю. Фучіка вже закладений лимонарій на площі 1 га, а також гранатовий і інжировий сади на 8 га. У такій же мірі успішно розпочато в 1976 році дослідження формової різноманітності і поширення обліпихи. Виявлено кілька форм малооколюченної обліпихи з високою олійністю. Доведено доцільність вирощування обліпихи на галечниках в заплавах памірських річок:
Наукові інтереси Юсуфбекова охоплювали широке коло питань, пов'язаних з вивченням природи Паміру. Поряд з вирішенням проблеми поліпшення пасовищ він зібрав значний матеріал з охорони, відновлення і цілеспрямованої реконструкції рослинності Гірничо-Бадахшанської автономної області. У монографії «Рослинність Західного Паміру і досвід її реконструкції», написаної спільно з Окміром Агаханянцем, аналізуються територіальні ресурси Паміру, і він вводить поняття про полігон меліорації Західного Паміру. Усередині цього полігону меліорації виділяє 12 класів земель і дає обґрунтованя рекомендації щодо господарського освоєння кожного з виділених класів земель. У монографії в найбільш повному вигляді представлена розроблена Юсуфбековим модель освоєння Паміру. Складовими елементами її є питання комплексної реконструкції рослинності на піщаних схилах і галечниках, безборідковий полив на крутих кам'янистих схилах, реконструкція рослинності древніх терас, селевих конусів виносу та ін. Гірські схили, які зазнали ерозії, передбачається, зокрема, використовувати під розбивку садів і залуження між насадженнями шляхом підсіву багаторічних бобових трав. Схема реконструкції рослинності еродованих схилів не тільки розроблена, але і успішно випробувана в Шугнанському, Рушанському і Ішкашимському районах ГБАО:
«Розроблено прийоми попередження і боротьби з вітровою ерозією шляхом залуження піщаних масивів. Підібрані перспективні для поліпшення пасовищ культурні і дикорослі трави.
 Всебічне вивчення залуження шляхом зрошення і підсіву трав без обробки ґрунту на кам'янистих пустельних пасовищах з різними ґрунтами показало, що для здійснення цього методу потрібно в 13-20 разів менше витрат праці і коштів, ніж при освоєнні земель з обробітком ґрунту, а отриманий з таких ділянок урожай не поступається врожаю, знятого з посівів люцерни на поораної ґрунті.
 Ефективність введення нових земель під пасовища і сіножаті, їх поліпшення є найважливішими економічними умовами впровадження методу Х. Юсуфбекова в практику гірського сільськогосподарського виробництва».— Мансуров X. Х., Максумов А. Н., Каримов Х. Х. ПАМЯТИ УЧЕНОГО = ПАМ'ЯТІ ВЧЕНОГО // Изв. АН Республіки Таджикистан. Отд-ня біол. наук. — Душанбе, 1992. — № 2 (126). — С. 63—64.
Рекомендації з комплексної реконструкції рослинності на пісках і галечниках також знайшли широке застосування у виробництві. Тільки за 1965—1980 роки Гірничо-Бадахшанським лісгоспом створено тополеві і абрикосові насадження на площі 1500 га. У наступні роки посадочні роботи на пісках і галечниках проводяться щорічно на площі 300—350 га.
Основні ідеї та методи, пов'язані з рослинницьким освоєнням Паміру, викладені Юсуфбековим крім раніше опублікованих робіт в монографіях «Методи обробітку корисних рослин на Памірі» (1972), «Терескен на Памірі» (1972), «Памір» (1973) і в численних брошурах, збірках і статтях. В даний час опубліковано більше 300 наукових праць.
Проведена велика робота з підготовки і зростання наукових кадрів інституту з урахуванням специфічних труднощів і віддаленості Паміру від великих наукових центрів. До кінця 1975 року персонал ПБІ налічує понад 100 осіб, з них 45 наукових співробітників. Для роботи в інститут їм були запрошені вчені з інших регіонів Радянського Союзу, а також були прийняті конкретні заходи по підготовці кадрів на місці через аспірантуру і здобуття наукового ступеня. За період керівництва Юсуфбекова тільки з числа співробітників біостанції і інституту були захищені дві докторські і понад 30 кандидатських дисертацій. Одночасно з цим було встановлено зв'язок з багатьма науково-дослідними інститутами АН СРСР: Інститутом фізіології рослин імені К. А. Тімірязєва, Інститутом атомної енергії (ІАЕ) імені І. В. Курчатова, Інститутом ботаніки та Інститутом зоології та паразитології імені Павловського АН Таджицької РСР та іншими НДІ АН СРСР. Також під його керівництвом був організований музей «Природа Паміру».
Пізніше, навіть перебуваючи на посаді ректора Таджицького сільськогосподарського інституту, X. Ю. Юсуфбеков не переставав цікавитися роботою і розвитком музею, який і в даний час користується великою популярністю у відвідувачів, в т.ч у іноземців. Юсуфбеков де б не працював, всюди створював музеї, в яких в наочному вигляді можна було познайомитися з історією і досягненнями науки. Він вважав, що все це служить народженню новаторських досліджень і продовження розвитку науки в майбутньому.

## Таджицький сільськогосподарський інститут
У травні 1981 року Юсуфбекова перевели на роботу в Душанбе на посаду ректора Таджицького Ордена «Знак Пошани» сільськогосподарського інституту Головного управління сільськогосподарських вищих навчальних закладів Міністерства сільського господарства СРСР.
Тут він багато уваги приділяв розгортанню науково-дослідних робіт на кафедрах і залученню студентів до науково-дослідницької діяльності в науково-студентських радах. Систематично організовував конференції, наради, симпозіуми з багатьох аспектів сільськогосподарської науки.
Зміцнив навчальну базу інституту для оволодіння студентами практичними навичками вирішення конкретних виробничих питань, організував нові навчальні господарства на базі радгоспу «Яван-2» Яванського району.
Значно зусиль доклав до завершення будівництва нового корпусу зооінженерного факультету, який був завершений в 1987 році.
Організовував нові відділення по підготовці висококваліфікованих фахівців плодівників і виноградарів, лабораторію колективного користування науковими приладами при агрономічному факультеті, лабораторію обчислювальної техніки при економічному факультеті, три нових кафедри в інституті, при ньому вперше здійснено прийом вступних іспитів з застосуванням ЕОМ, створив музей Історії інституту.
Як фахівець-інтродуктор Юсуфбеков здійснив оптимальне рішення реконструкції та розміщення зелених насаджень на прилеглій до будівлі інституту території. Вів педагогічну роботу на кафедрі землеробства, читав студентам курс «Лугове кормовиробництво».
Був головою спеціалізованих вчених рад із захисту кандидатських дисертацій за спеціальностями «рослинництво» і «Селекція і насінництво». Перебуваючи на цій роботі X. Ю. Юсуфбеков як і раніше здійснював наукове керівництво тематикою досліджень Памірського ботанічного саду і лабораторії високогірного плодівництва, керував роботою аспірантів.

### АН Таджицької РСР у Душанбе
У травні 1986 року X. Ю. Юсуфбеков був обраний академіком-секретарем Відділення біологічних наук АН Таджицької РСР — приділяв особливу увагу підвищенню ефективності науково-дослідних робіт, переходу на програмно-цільове планування, зміцненню матеріальної бази інститутів. Постійно займався і сприяв прискоренню впровадження досягнень науки у виробництво. Як академік-секретар Відділення біологічних наук АН Таджицької РСР, він мав широке коло наукових інтересів в області біології. Відділення біологічних наук АН Таджицької РСР — структурний підрозділ АН Таджицької РСР, до складу якого на той період входили наукові установи, дослідження яких були присвячені біологічним проблемам — це науково-дослідні інститути: Ботаніки; Зоології та паразитології Павловського; Фізіології і біофізики рослин; Гастроентерології; Памірський біологічний (з 1992 р ім. Академіка Х. Ю. Юсуфбекова), Відділ загальної генетики і Відділ охорони і раціонального використання природних ресурсів.

У 1989 році X. Ю. Юсуфбеков обраний членом Президії АН Таджицької РСР.

## Нагороди
- Почесна грамота Президії Верховної Ради Таджицької РСР (№ 32346, 1964),
- Медаль «За трудову доблесть» (ж № 149044, 1966),
- Медаль «За доблесну працю. В ознаменування 100-річчя від дня народження Володимира Ілліча Леніна» (№ 1041386, 1970),
- Медаль «Виставки досягнення народного господарства СРСР» (1970),
- Бронзова медаль ВДНГ «За досягнуті успіхи в розвитку народного господарства СРСР» (№ 38626, 1972),
- Медаль ім. академіка С. І. Вавилова (1974),
- Грамота Президії Академії наук Таджицької РСР за багаторічну бездоганну роботу та великий внесок, внесений в розвиток науки в республіці (1976),
- Орден «Трудового Червоного Прапора» (№ 1042386, 1981),
- Звання «Заслужений діяч науки Таджицької РСР» за заслуги в розвитку сільськогосподарської науки, вивчення природи Паміру і в зв'язку п'ятдесятиліттям з дня народження (23.11.1978),
- Подячна грамота Ордена Леніна Всесоюзного товариства «Знання» СРСР (Москва 28.12.1984 № 65281),
- Почесна грамота ЛКСМ Таджикистану за плідну роботу по комуністичному вихованню підростаючого покоління (1985),
- Присуджено Державну премію Таджицької РСР імені Абуалі ібн-Сіно та присвоєно звання лауреата премії імені Абуалі ібн-Сіно за цикл робіт «Поліпшення пасовищ і сінокосів Паміру і Алайської долини і рослинницької освоєння гірських територій Паміру» (1989)[2][3].

## Смерть
В останній місяць життя Х. Ю. Юсуфбеков тяжко хворів, він помер в лікарні № 4 міста Душанбе 27 листопада 1990 року. За вказівкою керівництва Таджицької РСР і Академії наук Таджицької РСР тіло вченого було доставлено на літаку в Хорог, де він і похований на території Памірського ботанічного саду на самому високому місці.

## Пам'ять
- Памірський біологічний інститут носить ім'я свого творця (1992)[11],
- На фасаді будівлі Памірського біологічного інституту встановлена меморіальна плита з рельєфним скульптурним зображенням вченого (1993),
- Мазори гулафшони олим = [Могила, обсипаний квітами Tojikistoni Soveti (Newspaper), Dec 29, 1990, P. 3
- Мансуров X. Х., Максумов А. Н., Карімов Х. Х. и др. ПАМЯТИ УЧЕНОГО = ПАМ'ЯТІ ВЧЕНОГО // Изв. Академія наук Республіки Таджикистан. Отд-ние биол. наук. — Душанбе, 1992. — № 2 (126). — С. 63—64.
- На честь 70 річчя академіка X. Ю. Юсуфбекова встановлено меморіальний мармуровий камінь на території Памірського ботанічного саду і в рідному кишлаку Піш, Дарморахт Шугнанского району ГБАО.

## Відгуки
Агаханянц Окмір Егішевич (1927—2002), один з найбільших в світі геоботаніків, доктор географічних наук, член-кореспондент Міжнародної географічного союзу, професор, соратник і сучасник Х. Ю. Юсуфбекова:
Внесок Худоера в розвиток науки на Памірі переоцінити неможливо. Без нього Памірська наука досі була б в імпортно-зародковому стані "30.08.92. «Наближається сумна річниця з дня смерті академіка Худоера Юсуфбекова, організатора, практично творця Памірського біологічного інституту (ПБІ). Мені немає необхідності характеризувати Х. Юсуфбекова, як вченого і організатора науки. Його життя і діяльність протікали на моїх очах, а підсумки діяльності на обличчя — сам інститут, як найважливіша наукова структура на Памірі, написані ним книги, впроваджена система аридного кормовиробництва, учні. Худоер Юсуфбеков, памірець, займає особливе місце в історії вивченні Паміру. Їм слід пишається, і я пишаюся багаторічної дружбою з ним. У Росії, Білорусі та інших суверенних республіках дуже високо цінують внесок Худоера Юсуфбекова в науку» Мінськ, 26.09.1991
Асімов Мухамед Сайфітдінович (1920—1996), Президент АН Таджицької РСР з 1965 по 1988 рр., Член-кореспондент АН СРСР (1974):
Становлення Худоера, як відомого вченого, вправного керівника багатьох науково-дослідних установ, вищого навчального закладу — Таджицького сільськогосподарського інституту пройшло на моїх очах. Свою діяльність він почав від наукового співробітника, закінчуючи академіком, головою Памірського філії АН Таджикистану. Худоер всього цього домігся завдяки своєму благородному характеру. Він був особистістю, яка втілювала в собі і вченого і людини, людини шляхетного, вченого трудівника, закоханого в науку. Худоер є частиною нашої науки, досягненням нашої науки і, якщо ми хочемо шанувати пам'ять Худоера, то ми повинні не тільки зберегти, але і розвинути те, що ми маємо. (Душанбе, 1995)

## Твори і рецензії на праці
- Юсуфбеков Х. Ю. Улучшение пастбищ и сенокосов Памира и Алайской долины. — Душанбе: Дониш, 1968. — 320 с.
- Юсуфбеков Х. Ю. Методы возделывания полезных растений в условиях Памира. — Душанбе: Дониш, 1972. — 159 с.
- Юсуфбеков Х. Ю., Касач. А. Е. Терескен на Памире. — Душанбе: Дониш, 1972. — 132 с.
- Юсуфбеков Х. Ю. Памир. Основные итоги исследований природы Памира за 100 лет и дальнейшие перспективы их развития. — Душанбе: Дониш, 1973. — 166 с.
- Юсуфбеков Х. Ю. Кормовые ресурсы Джаушангоза, их использование и улучшение. — Душанбе: Дониш, 1974. — 37 с.
- Юсуфбеков Х. Ю. Проблемы биологии и сельского хозяйства Памира. — Душанбе: Дониш, 1975. — 363 с.
- Юсуфбеков Х. Ю., Агаханянц О. Е. Растительность Западного Памира и опыт её реконструкции. — Душанбе: Дониш, 1975. — 310 с. (Горчаковский П. Л. 199. [Рецензия] // Экология. — 1976. — № 3. — С. 108—109.)
- Юсуфбеков X. Ю. Памирский биологический институт // Таджикская советская энциклопедия = Таджицька радянська енциклопедія. — Душанбе : Московская типография II Союзполиграфпрома при Государственном комитете Совета Министров СССР по делам издательств, полиграфии и книжной торговли, 1980. — Т. 2. — С. 592—593.
- Юсуфбеков X. Ю. Памирский биологический институт // Природа. — 1982. — № 12. — С. 48—53.
- Юсуфбеков X. Ю. Памирский ботанический сад и основные этапы его развития // Интродукция растений и ботанические исследования в Горном Бадахшане. — Душанбе, 1984. — С. 3—20.